# ダニエル・バン・デ・カンプ
ダニエル・ヴァン・デ・カンプ（Danielle Van de Kamp）は、アメリカ合衆国のABC『デスパレートな妻たち』に登場する架空の人物。演じるのはジョイ・ローレン、日本語版吹き替えは小平有希。

## 人物・経歴
ヴァンデカンプ家の長女。父はレックス。母はブリー 。アンドリューは兄。ジュリー・メイヤーとは幼馴染の親友。ブリーの完璧主義には辟易しているが、兄アンドリューと比べると、無関心で通している。母には狡智、機転、洞察力といった「女性の武器」に恵まれていないと嘆かれ、磨けるのは見た目くらいだと評価された。キリスト教保守派の家の子女が加入する「純潔クラブ（abstinence club）」の部長を務めていた（シーズン１）。乱れた異性関係のせいか、学校では姓をもじった“Little Miss Van de Tramp”（trampは「淫売」を意味する俗語）のあだ名がついたらしい（シーズン3）。
スーザンの娘のジュリーと異なり学校の成績は大したことなく、ブリーが第5シーズンで語った内容によると、学生時代は万年オールCだったらしい。
シーズン6での重要人物の一人であるエディ視点の話によると、高校時代はチアリーダーになっている。

## シーズン1
ジョンと付き合うようになるが、これはジョンがガブリエルとの関係に不満を感じての当てつけだった。このため嫉妬したガブリエルがダニエルをニューヨークのモデル･スクールに誘い、ブリーの怒りを買うことになる。ジョンへの気持ちは真剣で、彼に純潔を捧げるつもりでコンドームを用意し、それを知った両親を驚愕させた。娘の純潔を守ろうとしたブリーが、ジョンにダニエルを手ひどく振るように頼み、結果的に母親に失恋を強いられた。

## シーズン2
近所に引っ越して来たアップルワイト家の息子マシューと付き合うようになり、ブリーは必然的にアップルワイト家の秘密と関わらざるをえなくなる。二人の交際は双方の母親から猛反対に合うが、逆恨みしたダニエルは、若い自分の幸せを妬んでぶち壊そうとしていると母をなじる。マシューがウィステリア通りを離れないよう、マシューの母ベティにアンドリューの事故の秘密を教えて、ケイレブの存在を知ったブリーに沈黙を守らせるよう図る。またケイレブが居なくなればずっと一緒にいられると考え、マシューと共謀してケイレブを陥れた。
アンドリューが家を去ったあと、精神的に不安定な母との二人きりの生活に嫌気がさし、謀り事がばれてベティに監禁されていたマシューを救出し駆け落ち。しかし生活資金に困り、二人で家に金を取りに戻ったところ、ブリーにマシューが殺人犯だと聞かされる。ダニエルは自分を止めるための嘘だと思い、家を出ていこうとするが、これを制止したブリーにマシューは銃口を向けてしまう。驚いたダニエルは母を狙うのをやめるよう懇願するが、聞き入れられない。しかし引き金を引こうとした瞬間、マシューは警察に狙撃銃で胸を撃たれ死亡。あまりのことにダニエルは半狂乱になり泣き叫ぶ。

## シーズン3
歴史教師ファラティとの不倫がブリーに知られ、交際を禁止されると、自殺を図ったり、交際を許さなければ再び家出すると脅すなど母を困らせる。さらに母にすごまれて別れを切り出したファラティに怒り、離婚協議中の彼の妻や高校に不倫を知らせファラティを破滅させる。ジュリーに体を許して貰えないオースティンと肉体関係になり、ついに彼の子を妊娠。母によって女子修道院に幽閉され、子供を産むまで出るなと命じられる。生まれる子は出生の秘密を守って、母と継父オーソンとの間の子として育つことが決まり、ブリーは妊娠を装うことになる。表向きはスイスの寄宿学校に留学していることになっていて、ブリーはパソコンからジュリーに対してダニエルのふりをしてメールを送った。

## シーズン4
出産が近いため、運動も禁止され不満に満ちた日々を過ごす。ある日、幽閉先から帰ってきてハロウィンの日は妊婦の格好をしたコスプレでブリーを馬鹿にするような態度をとるが、突如破水して今にも生まれそうになる。困ったブリーとオーソンは、引っ越してきたキャサリンの夫で産婦人科医のアダムに極秘で多言しないよう協力を申し出るが、プロであるアダムは妊娠しているのはブリーではないと気づいていた。男児を無事出産し、ブリーが息子と偽って育てることとし、ダニエルは学校に復帰する。

## シーズン5
出産から数年後、ブリーと喧嘩別れしたダニエルは夫で弁護士のレオと共に暮らし、息子のベンジャミンを連れて出ていってしまう。ブリーとオーソンの粘り強い説得もあり、久々に家族を連れて帰ってくる。ブリーとオーソンはベンジャミンに会えることに喜んでいたが、ベンジャミンがダニエルを名前で呼ぶようにしていたり、肉を与えず野菜ばかり食べさせていたり、学校にも通わせていないことを知るとブリーは激怒してダニエルと口論になる。その後、ダニエルに内緒でホットドッグをベンジャミンに食べさせたため食べ慣れなかったため、ベンジャミンは食事中に嘔吐し、ダニエルは怒って帰ってしまう。

## シーズン6
父レックスの隠し子であるサムがブリーのところで働いていると連絡を受け、久々に戻ってくる。家族と談笑するが、うっかりアンドリューが昔カルロスの母親をひき逃げしてブリーが隠蔽したと酒に酔って話してしまい、ブリーはサムに弱みを握られて会社を失うこととなり、ブリーを間接的に追いやった。

## シーズン7
リネットの学生時代の友人レネによって金の力で飛行機を手配され、ベンジャミンを連れてウィステリア通りにやってくる。

## シーズン8
夫レオが出て行き、ウィステリア通りにベンジャミンを連れて戻ってくる。新たにネット販売で商売をしようと家の中で発明をしており、ブリーが気になって見てみると、ＳＭの道具だった。